# Lexington Steele
Clifton Todd Britt, conocido artísticamente como Lexington Steele (Nueva Jersey, 28 de noviembre de 1969), es un actor pornográfico estadounidense.

## Educación y vida previa a la pornografía
Nació en Nueva Jersey y se graduó en la Morristown High School en 1987. Posteriormente acudió al Morehouse College, entre 1988 y 1990. Tras ese período cambia de centro educativo para graduarse en la Universidad de Siracusa en 1993.
Trabajó en Nueva York como corredor de bolsa, en el World Trade Center, y según sus palabras hubiera sido una de las víctimas del atentado del 11S de 2001 de haber seguido trabajando como corredor.

## Carrera pornográfica
Comenzó a participar en películas para adultos en 1997, adquiriendo cierta fama en Nueva York y Los Ángeles por el dramatismo de sus escenas de eyaculación. Desde entonces ha recibido un sinfín de premios, dirigiendo decenas de películas y participando en alrededor de 500 como actor protagonista.
De entre sus obras destacan El empalador y El regreso del empalador, las que le han dado el apodo con el que es conocido. En ellas el argumento gira en torno al  tamaño de su miembro, pues en las escenas de penetración -o empalación- se puede apreciar el dolor sufrido por las mujeres que participan en el rodaje.

## Premios
- 2009: Premio AVN Hall of Fame.[1]